# زامين
زامين هي مدينة في محافظة جيزك في أوزبكستان. وهي عاصمة منطقة زامين.

## التاريخ
ذكرت المدينة في كثير من كتب الجغرافيون العرب باسم زامين.
قال قدامة بن جعفر
- «فأما طريق شاش فمن "زامين" إلى "خاوص" في مفازة ستة فراسخ، ومن خاوص إلى نهر الشاش خمسة فراسخ. واذا عبر النهر فمن منزل على الشط إلى "بناكت" أربعة فراسخ، ومن بناكت على نهر ترك فاذا عبر ترك فستوركث على اليسار، ومن "ستوركث" إلى بنو نكت ثلاثة فراسخ، ومن بنو نكت إلى مدينة الشاش فرسخان. ومن مدينة الشاش إلى معسكر داخل الحائط فرسخان.»[1]

قال ياقوت الحموي
- «قال ابن الفقيه: من سمرقند إلى زامين سبعه عشر فرسخا، و زامين مفرق الطريقين إلى الشاش والترك و فرغانة، فمن زامين إلى الشاش خمسه وعشرون فرسخا، ومن الشاش إلى معدن الفضة سبعه فراسخ وإلى باب الحديد ميلان، ومن الشاش إلى بارجاخ أربعون فرسخا، ومن الشاش إلى إسفيجاب اثنان وعشرون فرسخا، وقال البشاري: الشاش كوره قصبتها بنكث».[2]

قال ابن خرداذبة
فطريق الشاش من زامين إلى خاوَص سبعة فراسخ مفازة، ثم إلى شط نهر الشاش جسر تسعة فراسخ، ويعبر إلى بناكت فمنها إلى نهر ترك أربعة فراسخ، ثم يعبر نهر ترك إلى شطوركَث فإلى بنونكت ثلاثة فراسخ ثم إلى الشاش فرسخان، فمن سمرقند إلى الشاش اثنان وأربعون فرسخاً.».